# L'home orquestra
L'home orquestra (títol original en francès: L'Homme orchestre) és una pel·lícula francoitaliana de Serge Korber estrenada el 1970, que relata la història d'Evan Evans, que té i dirigeix amb mà de ferro una companyia de ballet al Principat de Mònaco. Ha estat doblada al català, tant per TV3 com per Canal 9 (en doblatge valencià).

## Argument
S'entra en la companyia de ball contemporània d'Evan Evans (Louis de Funès), situada en el Principat de Mònaco, com s'entra en religió. A casa seva, guanyar pes i la vida sentimental estan prohibits; les ballarines s'han de consagrar en cos i ànima al ball i són dirigides amb mà de ferro.
Mentre una de les seves ballarines decideix deixar la tropa, ja que desitja casar-se i l'estatut marital és incompatible amb la seva funció a Evan Evans, amb l'ajuda de Philippe (Olivier de Funès) el seu nebot i de Françoise (Noëlle Adam), la seva adjunta, Evan Evans fa passar audicions per tal de trobar una nova perla rara. Cau sota l'encant del talent d'Endrika (Puck Adams). Amb entusiasme l'associa a la tropa.
Com les seves col·legues, Endrika ha de consagrar una sencera motivació al ball. I tanmateix, una de les ballarines i no la menor, Françoise, té una vida amorosa davant dels nassos d'Evan Evans. En assabentar-se'n, fa fracassar aquest idil·li naixent abusant de la ingenuïtat de Philippe que haurà permès fer gravacions d'una conversa entre ell i Françoise. Aquestes gravacions seran utilitzades per Evan Evans.
En una gira per Itàlia, Endrika es veu obligada a recuperar el seu fill deixat a dida en una família italiana, fill de qui mai no ha parlat a ningú en la tropa. No podent trobar ràpidament una nova dida, decideix, seguint els consells de Françoise, fer creure a Evan Evans, per una carta, que el nen és del seu nebot, que hauria tingut en una aventura durant una de les precedents gires a Itàlia.

## Repartiment
- Louis de Funès: Monsieur Édouard, àlies Evan Evans
- Olivier de Funès: Philippe
- Noëlle Adam: Françoise
- Puck Adams: Endrika
- Paul Préboist: Director de l'hotel romà
- Franco Fabrizzi: Franco Buzzini
- Micheline Luccioni: Passatgera que "lliga" en el iot
- Martine Kelly: Ballarina que es casa
- Daniel Bellus: Jove automobilista en el semàfor vermell
- Max Desrau: Automobilista en el semàfor vermell
- Jacqueline Doyen: Automobilista en el semàfor vermell
- Christor Georgiadis: Chris
- Tiberio Murgia: Pare sicilià
- Marco Tulli: Comissari
- Franco Volpi: Marqués
- Michel Charrel: Agent de la circulació
- Elisabeth Plazanel: Ballarina
- Danielle Valdorizi: Ballarina

## Llocs de rodatge
- Escenes interiors: Estudis de cinema de Billancourt
- Escenes exteriors: Niça i Roma